# 5. Luftwaffen-Feld-Division
La 5. Luftwaffen-Feld-Division  (5e division de campagne de la Luftwaffe) a été l'une des principales divisions de la Luftwaffe allemande durant la Seconde Guerre mondiale.
Cette division a été formée en septembre 1942 à Groß-Born dans la Luftgau III à partir du  Flieger-Regiment 16..

La Division est transportée par rail en Crimée en novembre 1942. Pendant l'été 1943, la Division est réorganisée.
Contrairement à plusieurs Luftwaffen-Feld-Division le 1er novembre 1943, la Division n'est pas pris en charge par la Heer. Elle subit de lourdes pertes pendant son repli vers Melitopol et elle est dissoute.

## Commandement

Drapeau du commandant d'une division aérienne

| Début         | Fin               | Grade  | Nom                     |
| ------------- | ----------------- | ------ | ----------------------- |
| Octobre 1942  | Novembre 1942     | Oberst | Hans-Joachim von Arnim  |
| Décembre 1942 | 1er novembre 1943 | Oberst | Hans-Bruno Schulze-Heyn |

## Chef d'état-major
| Début           | Fin           | Grade | Nom     |
| --------------- | ------------- | ----- | ------- |
| ?               | ?             | ?     | ?       |
| 24 février 1943 | Novembre 1943 | Major | Bastgen |

## Rattachement
| Décembre 1942 - Janvier 1943 : |  | XXXXII. Armeekorps / Heeresgruppe A          | basée en Crimée       |
| Janvier 1943 - Février 1943 :  |  | Reserve / PanzerArmeeoberkommando (PzAOK) .1 | basée dans le Caucase |
| Février 1943 - Mars 1943 :     |  | V. Armeekorps / Armeeoberkommando (AOK) .17  | basée en Kouban       |
| Mars 1943- Avril 1943 :        |  | XXXXIV. et LII. Armeekorps / AOK .17         | basée en Kouban       |
| Mai 1943 - Septembre 1943 :    |  | Kertsch / Heeresgruppe A                     | basée en Crimée       |

## Unités subordonnées
- Novembre 1942
  - I. à IV. Bataillone (Infanterie, sans Stab - Chaque bataillon d'infanterie est constitué de 4 compagnies)
  - Panzer-Jäger-Abteilung Luftwaffen-Feld-Division 5
  - Artillerie-Abteilung Luftwaffen-Feld-Division 5
  - Flak-Abteilung Luftwaffen-Feld-Division 5
  - Radfahrer-Kompanie Luftwaffen-Feld-Division 5
  - Pionier-Kompanie Luftwaffen-Feld-Division 5
  - Luftnachrichten-Kompanie Luftwaffen-Feld-Division 5
  - Kommandeur der Nachschubtruppen Luftwaffen-Feld-Division 5
- Eté 1943
  - Luftwaffen-Jäger-Regiment 9
  - Luftwaffen-Jäger-Regiment 10
  - Panzer-Jäger-Abteilung Luftwaffen-Feld-Division 5
  - Luftwaffen-Artillerie-Regiment 5
  - Pionier-Kompanie Luftwaffen-Feld-Division 5
  - Luftnachrichten-Kompanie Luftwaffen-Feld-Division 5
  - Kommandeur der Nachschubtruppen Luftwaffen-Feld-Division 5